# Andrea Purgatori
Andrea Purgatori (Roma, 1 de febrero de 1953-19 de julio de 2023) fue un periodista, guionista, ensayista, novelista, presentador y actor italiano.

## Biografía
Periodista profesional desde 1974, se licenció en Periodismo por la Universidad de Columbia de Nueva York en 1980.
Corresponsal del Corriere della Sera de 1976 a 2000, es conocido por sus investigaciones y reportajes sobre casos candentes de terrorismo internacional e italiano en los "Años de Plomo" y sobre el estragismo, como el caso Moro y la masacre de Ustica. Informó sobre numerosos crímenes de la Mafia desde 1982 hasta la captura de Totò Riina, y numerosos conflictos, como la guerra del Líbano de 1982, la guerra entre Irán e Irak en los años ochenta, la guerra del Golfo en 1991, la Intifada y las revueltas de Túnez y Argelia. También escribió para L'Unità, Vanity Fair, The Huffington Post, Le Monde diplomatique, Corriere della Sera y Style Magazine.
Fue autor y presentador de Uno di notte (Rai 1, 1999). Ha realizado reportajes de televisión para Dossier, Spazio Sette, Focus (Rai 2 1978/1988); en la televisión también presentó Confini (Rai 3, 1996). Escribió numerosos dramas televisivos.
Escribió los libros de no ficción A un passo dalla guerra (1995), Il bello della rabbia (1997) e I segreti di Abu Omar (2008). En 2019 publicó su primera novela: Quattro piccole ostriche (HarperCollins).
Para el cine escribió películas como Il muro di gomma (1991), dedicada a su investigación sobre la masacre de Ustica, Il giudice ragazzino (1994), centrada en la vida del juez Rosario Livatino y L'industriale (2011). Entre otros premios, en 1992 ganó el Nastro d'argento a la mejor historia con Il muro di gomma, el Premio Hemingway de Periodismo en 1993, el Premio Crocodile - Altiero Spinelli de Periodismo en 1992, el Globo d'oro al mejor guion con Il giudice ragazzino en 1994, y en 2009, junto con Marco Risi y Jim Carrington, ganó el Premio Sergio Amidei al mejor guion internacional con la película Fortapàsc, dedicada a Giancarlo Siani.
En 1987, además de participar en la historia y el guion de la película Spettri, también actuó en ella. Amigo de Corrado Guzzanti y su coautor, en 2002 participó en el programa de televisión Il caso Scafroglia (Rai 3), interpretando la voz en off que dialoga con el presentador, mientras que en 2006 intervino en la película Fascisti su Marte en el papel del camerata Fecchia y, de nuevo con Guzzanti, realizó Aniene (Sky Uno). Coescribió el programa de televisión de Antonio Albanese Non c'è problema (Rai 3, 2002).
Apareció como actor en varios episodios de la serie de televisión Boris, en las películas de Carlo Verdone Posti in piedi in paradiso (2012) y L'abbiamo fatta grossa (2016), en las de Alessandro Aronadio Due vite per caso (2010) y Orecchie (2016), y en la serie de televisión 1993 (2017).
En 2003 coescribió con Francesco Nicolini los seis monólogos de Marco Paolini para Teatro Civile (Rai 3).
En 2010 colaboró en la escritura de la película Vallanzasca - Gli angeli del male de Michele Placido, pero luego junto con Angelo Pasquini retiró su firma del guion decepcionado con el resultado cualitativo.
Del 12 de mayo de 2014 al 15 de junio de 2020 fue presidente de Greenpeace Italia.
Ha sido miembro de la Academia del Cine Italiano y la Academia del Cine Europeo, presidente de las Jornadas de los Autores de la Festival Internacional de Cine de Venecia y, desde el 4 de marzo de 2015, miembro del Consejo de Administración de la Sociedad Italiana de Autores y Editores (SIAE).
Desde la temporada televisiva 2017-2018 condujo en La7 la nueva edición del programa Atlantide - Storie di uomini e di mondi, por la que en 2019 recibió el Premio Flaiano para el mejor programa cultural.
En otoño de 2022 protagonizó la docu-serie de Netflix Vatican Girl: la scomparsa di Emanuela Orlandi, sobre la desaparición de Emanuela Orlandi.
Murió tras una breve enfermedad en un hospital romano el 19 de julio de 2023.

### Vida privada
En 1992 se casó en Coira (Suiza) con Nicola Schmitz, una historiadora del arte de origen alemán de la que se separó más tarde, y tuvo tres hijos: el actor Edoardo, Ludovico y Victoria; se consideraba creyente pero no practicante.

## Obras

### Ensayos
- A un passo dalla guerra, con Daria Lucca y Paolo Miggiano, Milán, Sperling & Kupfer, 1995. ISBN 88-200-1563-3.
- Il bello della rabbia, con Silvana Mazzocchi, Milán, Baldini & Castoldi, 1997. ISBN 88-8089-292-4.
- I segreti di Abu Omar. Un imam, la CIA, il SISMI. Misteri, dubbi, illegalità, con DVD, Milán, BUR senzafiltro, 2007. ISBN 978-88-17-01556-1.

### Novelas
- Quattro piccole ostriche, Milán, Harper Collins, 2019. ISBN 978-88-6905-445-7.

### Guiones y teatro
- La piovra 5. Il cuore del problema. Tratto dalla sceneggiatura de La piovra n. 5 di Sandro Petraglia e Stefano Rulli, con Sandro Petraglia y Stefano Rulli, Milán, Rizzoli, 1990. ISBN 88-17-66949-0.
- Teatro civico. Cinque monologhi per Report, con Francesco Nicolini e Marco Paolini, con 2 DVD, Turín, Einaudi, 2004. ISBN 88-06-17061-9.

### Otro
- Prefacio a Leonardo Sciascia, Una storia semplice, Milán, RCS Quotidiani, 2003.
- Prefacio, con Marco Paolini, a Stefania Divertito, Uranio. Il nemico invisibile, Due Santi di Marino, Infinito, 2005. ISBN 88-89602-07-4.
- Introducción, con Andrea Salerno, a Corrado Guzzanti, Il caso Scafroglia. Uno psicodramma comico, Milán, BUR, 2006.
- Prefacio a Simone Barillari (ed.), New York, ore 8.45. La tragedia delle Torri Gemelle raccontata dai Premi Pulitzer, Roma, Minimum Fax, 2006. ISBN 88-7521-099-3.
- Presentación de Carlo Casarosa, Ustica. Storia di un'indagine, Pisa, PLUS, 2006. ISBN 88-8492-393-X.
- Prefacio a Antonella Beccaria, Uno bianca e trame nere. Cronaca di un periodo di terrore, Viterbo, Stampa alternativa/Nuovi equilibri, 2007. ISBN 978-88-6222-006-4.
- Prefacio a Giorgio Franchini, ...ma la casa mia 'n dov'è? Fellini e la casetta sul porto, Rímini, Panozzo, 2019. ISBN 978-88-7472-411-6.
- Prefacio a Margherita Barbieri, La bestia di Salvini. Manuale della comunicazione leghista, Rávena, Edizioni del girasole, 2019. ISBN 978-88-7567-633-9.

## Filmografía

### Cine
- Spettri, de Marcello Avallone (1986)
- Maya, de Marcello Avallone (1988)
- Panama Sugar, de Marcello Avallone (1990)
- Il muro di gomma, de Marco Risi (1991)
- Nel continente nero, de Marco Risi (1992)
- Il giudice ragazzino, de Alessandro Di Robilant (1994)
- Segreto di Stato, de Giuseppe Ferrara (1995)
- Last Cut - Ultimo taglio, de Marcello Avallone (1998)
- Il fantasma di Corleone, de Marco Amenta (2004)
- Fascisti su Marte, de Corrado Guzzanti e Igor Skofic (2006)
- Fortapàsc, de Marco Risi (2009)
- Due vite per caso, de Alessandro Aronadio (2010)
- Vallanzasca - Gli angeli del male, de Michele Placido (2011)
- L'industriale, de Giuliano Montaldo (2011)
- Posti in piedi in paradiso, de Carlo Verdone (2012)
- Cha cha cha, de Marco Risi (2013)
- L'abbiamo fatta grossa, de Carlo Verdone (2016)
- Orecchie, de Alessandro Aronadio (2016)
- Io c'è, de Alessandro Aronadio (2018)
- Era ora, de Alessandro Aronadio (2023)

### Televisión
- Vite blindate, de Alessandro Di Robilant – telefilme (1998)
- Fine secolo, regia di Gianni Lepre – miniserie de televisión (1999)
- Sospetti – serie de televisión (2000-2005)
- L'attentatuni - Il grande attentato, de Claudio Bonivento – miniserie de televisión (2001)
- La Sindone - 24 ore, 14 ostaggi, de Lodovico Gasparini telefilme (2001)
- Un caso di coscienza – serie de televisión (2003-2013)
- Attacco allo Stato, de Michele Soavi – miniserie de televisión (2006)
- Fratelli, de Angelo Longoni – telefilme (2006)
- Nati ieri – serie de televisión (2006-2007)
- Graffio di tigre, de Alfredo Peyretti – miniserie de televisión (2007)
- Operazione pilota, regia di Umberto Marino – miniserie de televisión (2007)
- Caravaggio, de Angelo Longoni – miniserie de televisión (2008)
- Il bambino della domenica, de Maurizio Zaccaro – miniserie de televisión (2008)
- Boris, de Giacomo Ciarrapico, Mattia Torre y Luca Vendruscolo – serie de televisión (2008, 2022)
- Lo smemorato di Collegno, de Maurizio Zaccaro – miniserie de televisión (2009)
- Lo scandalo della Banca Romana, de Alessandro Jacchia – miniserie de televisión (2010)
- Mia madre, de Alessandro Jacchia - miniserie de televisión (2010)
- Dov'è mia figlia?, de Monica Vullo – miniserie de televisión (2011)
- Il commissario Nardone – miniserie de televisión (2012)
- Le due leggi, de Luciano Manuzzi – miniserie de televisión (2014)
- Ragion di Stato, de Marco Pontecorvo – miniserie de televisión (2015)
- Lampedusa - Dall'orizzonte in poi, de Marco Pontecorvo – miniserie de televisión (2016)
- La Compagnia del Cigno, de Ivan Cotroneo (2021)
- Vatican Girl: La scomparsa di Emanuela Orlandi – docu-serie Netflix (2022)
- The Bad Guy, de Giancarlo Fontana y Giuseppe Stasi - serie Prime Video, episodio 1x01 (2022)

## Premios y nominaciones
David di Donatello
| Año  | Categoría   | Película         | Resultado |
| ---- | ----------- | ---------------- | --------- |
| 1992 | Mejor guion | Il muro di gomma | Nominado  |
| 2010 | Mejor guion | Fortapàsc        | Nominado  |

Nastro d'argento
| Año  | Categoría      | Película         | Resultado |
| ---- | -------------- | ---------------- | --------- |
| 1992 | Mejor historia | Il muro di gomma | Ganador   |

Globo d'oro
| Año  | Categoría   | Película             | Resultado |
| ---- | ----------- | -------------------- | --------- |
| 1994 | Mejor guion | Il giudice ragazzino | Ganador   |

Premio Flaiano
| Año  | Categoría               | Película                                | Resultado |
| ---- | ----------------------- | --------------------------------------- | --------- |
| 2019 | Mejor programa cultural | Atlantide - Storie di uomini e di mondi | Ganador   |

### Otros premios
- 1992 – Premio "Crocodile" Altiero Spinelli
- 1992 – Premio Hemingway
- 1993 – Premio Cinema per la pace por Il muro di gomma
- 1993 – Premio Cinema e società por Il muro di gomma y Nel continente nero
- 1999 – Premio Rocco Chinnici
- 2001 – Premio Colombe d'Oro per la pace
- 2009 – Premio Elsa Morante Cinema per Fortapàsc
- 2009 – Premio Internazionale Sergio Amidei al mejor guion por Fortapàsc
- 2010 – Fipa d'or al mejor guion por Lo scandalo della Banca Romana
- 2014 – Premio Mediterraneo
- 2019 – Premio Flaiano al mejor programa cultural por Atlantide - Storie di uomini e di mondi
- 2020 – Premio Morrione – Baffo d'Oro por toda su trayectoria profesional
- 2020 – Premio Giustolisi por el periodismo de investigación
- 2021 – Premio Internazionale Carlo Pisacane – Sapri
- 2023 – Premio Pietro Calabrese